# Cynthia Neale-Ishoy
Cynthia Margaret Neale-Ishoy (ur. 19 czerwca 1952 w Edmonton) – kanadyjska jeźdźczyni sportowa. Brązowa medalistka olimpijska z XXIV Letnich Igrzysk Olimpijskich w Seulu.

## Kariera sportowa
Cynthia Neale rozpoczęła karierę sportową jako pływaczka, ale jako nastolatka zaczęła uprawiać jeździectwo. Po raz pierwszy reprezentowała Kanadę na arenie międzynarodowej podczas igrzysk panamerykańskich w 1971 roku, gdzie zdobyła złoty medal w drużynowym ujeżdżeniu u boku Christilota Hansona-Boylena i Zoltana Sztehlo, zajmując czwarte miejsce indywidualnie. Rok później wzięła udział w XX Igrzyskach Olimpijskich, gdzie zajęła 26. miejsce w ujeżdżeniu indywidualnym i 6. na 10 krajów w konkurencji drużynowej. Zakwalifikowała się również na olimpiadę w 1976 roku, ale nie startowała, a następnie miała wziąć udział w Igrzyskach w 1980 roku, dopóki Kanada ich nie zbojkotowała.
Reprezentując Kanadę w XXVI Olimpiadzie w 1988 roku w Seulu wraz z Evą-Marią Pracht, Giną Smith i Ashley Nicoll-Holzer zdobyła brązowy medal w ujeżdżeniu drużynowym i 4. miejsce indywidualnie. Cynthia wzięła udział jeszcze w igrzyskach olimpijskich w 1992 i 2004 roku zajmując odpowiednio 34. i 31. miejsce w konkursie indywidualnym.